# Phanera aherniana
Phanera aherniana là một loài thực vật có hoa trong họ Đậu. Loài này được (Perkins) de Wit miêu tả khoa học đầu tiên năm 1956.